# Lamont Strothers
Lamont Strothers, né le 10 mai 1968, à Nansemond County, en Virginie, est un ancien joueur américain de basket-ball. Il évolue au poste d'arrière.

## Biographie
- Meilleur marqueur du championnat de Turquie 1996, 1997